# Elena Văcărescu
Elena Văcărescu, nota anche con lo pseudonimo di Hélène Vacaresco (Bucarest, 21 settembre 1864 – Parigi, 17 febbraio 1947), è stata una scrittrice, poetessa e traduttrice rumena stabilita in Francia, cavaliere della Lègion d'honneur, la prima donna rumena a diventare membro d'onore dell'Academia Române. Insignita per due volte con il premio dell'Académie française, ha avuto un'intensa attività politica e letteraria a Parigi.
Ebbe una storia d'amore e si fidanzò con il principe ereditario Ferdinand von Hohenzollern-Sigmaringen (diventato in seguito il re Ferdinand I), legame osteggiato dal primo re della Romania unita, Carol I, e dal governo..

## Biografia
Nacque a Bucarest la sera del 3 ottobre 1864, in un'antica e celebre famiglia di proprietari terrieri. Fu poetessa, romanziera, autrice di opere teatrali di espressione francese. Figlia del diplomatico Ioan Vacarescu ed Eufrosina Falcoianu, nipote in linea diretta di Iancu Văcărescu («La famiglia dalla quale discendo era una famiglia di intellettuali della Romania di una volta. Mia madre apparteneva anche lei a una vecchia famiglia di nobili - Fălcoianii - presente in tutte le vecchie cronache di Valacchia»), trascorse la sua infanzia e l'adolescenza nella tenuta di Văcărești nei pressi di Târgoviște, dove ricevette un'elevata istruzione.
Cresciuta tra le due proprietà della famiglia, Falcoi, sulla riva destra del fiume Olt e Văcărești, sul fiume Dâmbovița, Elencuța (come veniva vezzeggiata) ebbe come governante “miss Allan”, venuta appositamente dall'Inghilterra. Scelse Parigi per continuare gli studi, seguendo corsi di filosofia, letteratura, mitologia, estetica e storia alla Sorbona. Qui iniziò a frequentare i rinomati saloni letterari parigini, dove il poeta parnassiano Sully Prudhomme indirizzò i suoi primi passi nell'arte della poesia. Nella capitale della Francia, Elena conobbe Leconte de Lisle, Anatole France, Marcel Proust, Paul Valéry e Victor Hugo, che ricorderà più tardi nelle sue opere.
Il suo destino cambiò in seguito all'incontro con la regina Elisabeta di Romania, scrittrice conosciuta con lo pseudonimo letterario di Carmen Sylva. Diventata la sua dama di compagnia, Elena conobbe al palazzo il principe Ferdinand von Hohenzollern-Sigmaringen, nipote (figlio più piccolo del fratello, il principe Leopold) che il re Carol I adottò, in mancanza di altri eredi (l'unica erede, Maria, morì di scarlattina all'età di 4 anni). Dopo un'iniziale approvazione (in cui i due fidanzati si scambiarono i anelli di fidanzamento davanti alla famiglia reale), le ragioni di stato prevalsero e sia la regina, considerata colpevole di aver alimentato la storia d'amore, che Elena furono allontanate dalla corte, mentre al principe fu imposto un viaggio in Europa per trovare la consorte adatta (la Costituzione rumena del 1866, di fattura liberale, una sorta di copia della costituzione belga del 1831, prevedeva che l'erede al trono poteva sposare solo donne dello stesso rango di una delle dinastie sovrane d'Europa).
Nel 1891, diventata persona non gradita in seguito alla storia d'amore con il futuro re, si esiliò in Italia e dopo una breve pausa nel paese natio nel 1895 si stabilì definitivamente in Francia, dove si distinse nella vita letteraria su molti piani. La sua pubblicazione di debutto del 1886, il volume Chants d'Aurore (Cântecele zorilor), venne premiata dall'Académie française. Tradusse in francese le poesie di Mihai Eminescu, Lucian Blaga, Octavian Goga, George Topârceanu, Ion Minulescu.
Nel periodo della prima guerra mondiale, Elena Văcărescu militò per la grande unione del 1918. Dal 1919 venne nominata dal re di Romania segretario generale dell'Associazione Rumena presso la Società delle Nazioni per un periodo di vent'anni. Per i suoi meriti, il governo francese le assegnò il titolo di cavaliere della Legion d'onore e, nel 1925, Elena Văcărescu diventò membro d'onore dell'Academiei Române, la prima donna rumena a ricevere questo riconoscimento.
Morì a Parigi il 17 febbraio 1947 e fu sepolta nella cripta della famiglia Văcărești nel cimitero di Bellu. Nel suo testamento lasciò all'Accademia rumena la gran parte dei beni della famiglia Văcărești.

## Opere

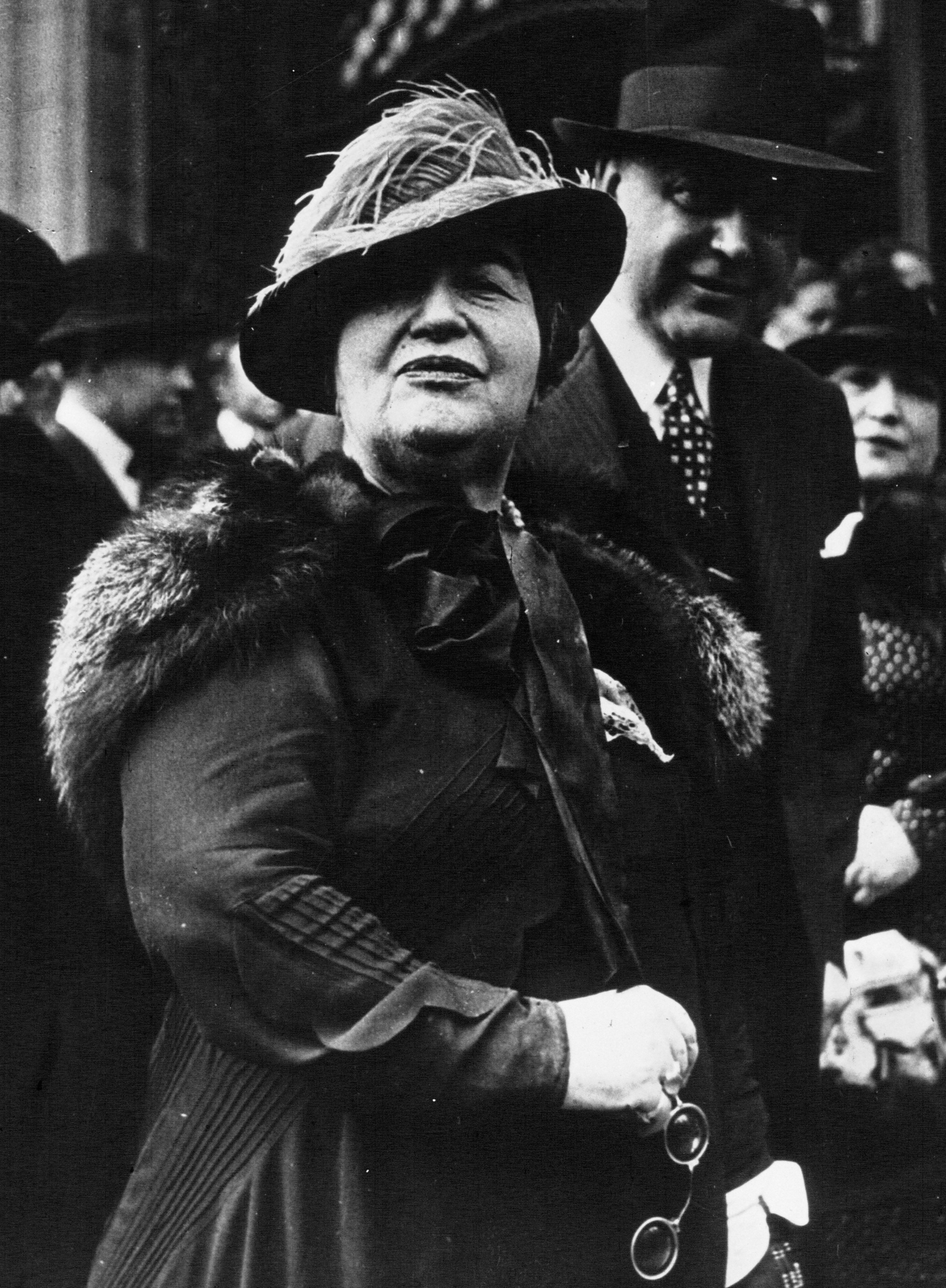
1936, Elena Văcărescu, segretario generale dell'Associazione rumena presso la Società delle Nazioni

### Poesie originali
- Chants d'Aurore (Cântecele zorilor) (1886)
- L'âme sereine (Cu inima senină) (1896)
- Lueurs et Flammes (Licăriri și văpăi) (1903)
- Le Jardin passioné (Grădina dorului) (1908)
- La Dormeuse éveillée (Visând cu ochii deschiși) (1914)

### Trasposizioni folcloristiche
- Le Rhapsode de la Dâmbovița (Rapsodul Dâmboviței) (1889)
- Nuits d'Orient (Nopți orientale) (1907)
- Dans l'or du soir (În auriul înserării) (1927)

### Romanzi
- Amor vincit (Amorul învinge) (1908)
- Le Sortilége (Vraja) (1911)

### Memorialistica
- Memorial sur le mode mineur (Memorial la modul minor) (1946)
- Le Roman de ma vie (Romanul vieții mele)

### Teatro
- Cobzarul (1911) [5][6]
- Stana (1904)
- Pe urma dragostei (1985)

### Edizioni rumene
- Scrieri alese; Țara mea (1977)
- Memorii (1989)
- Hoinari în țara zânelor (1991)

## Testimonianze dei contemporanei
(Nicolae Iorga)
(Camil Petrescu)
(Șerban Cioculescu)
(Ion Stăvăruș)

## Riconoscimenti
- Premio dell'Académie française per la raccolta di poesie Chants d’Aurore (Cântecele zorilor) nel 1886
- Premio dell'Academie francaise per Le Rhapsode de la Dâmbovitza (Rapsodia Dâmboviței) nel 1889, raccolta di canti popolari (tradotte dalla regina in tedesco)
- Nel 1927 insignita dal ministro degli esteri Aristide Briand con il titolo di cavaliere della Lègion d'honneur[7].

## Intitolazioni
Per l'anniversario degli 85 anni della nascita dell'emittente radio Radio Romania (che lancerà nel 1952 Radio Romania Internazionale, il servizio per l'estero della Societatea Romana de Radiodifuziune), nel 2013, in suo onore fu emesso un francobollo del valore di 14,50 lei.
Nel 1994 viene intitolato con il suo nome il ginnasio statale nº 186 di Bucarest (ginnasio di studio intensivo della lingua francese) con la seguente motivazione Seguendo l'esempio dei suoi antenati Vacaresti, era una combattente per gli interessi della Romania, per l'affermazione della politica e della cultura del nostro paese nell'Europa della prima metà del XXesimo secolo.
Un cratere del pianeta Venus è stato intitolato Văcărescu.